# Sceau du Michigan
Le sceau du Michigan est le sceau officiel de l'État du Michigan. Dans le bouclier central, on peut voir un soleil naissant, au-dessus d'un lac et d'une péninsule ainsi qu'un homme armé d'un fusil et levant la main droite pour symboliser la paix et le droit à se défendre. Les Wapitis et les Élans sont des symboles du Michigan, alors que le Pygargue à tête blanche représente les États-Unis. 
Le sceau montre trois devises en latin : 
1. Dans le ruban rouge : E Pluribus Unum, "De plusieurs, un", la devise des États-Unis
2. Dans le ruban bleu : Tuebor, "Je défendrai"
3. Dans le ruban blanc : Si Quaeris Peninsulam Amoenam Circumspice, "Si tu cherches une péninsule plaisante, regarde-toi" la devise officielle de l'État.

L'acte 19 de 1963 dit que "le grand sceau comprend les armoiries de l'état et autour duquel apparaîtra les mots "Great seal of the state of Michigan, A.D. MDCCCXXXV.' "

Sceau du gouverneur
Sceau de la secrétaire d'État
Sceau du Procureur général
Sceau du Trésor